# St. Joseph (Werl)

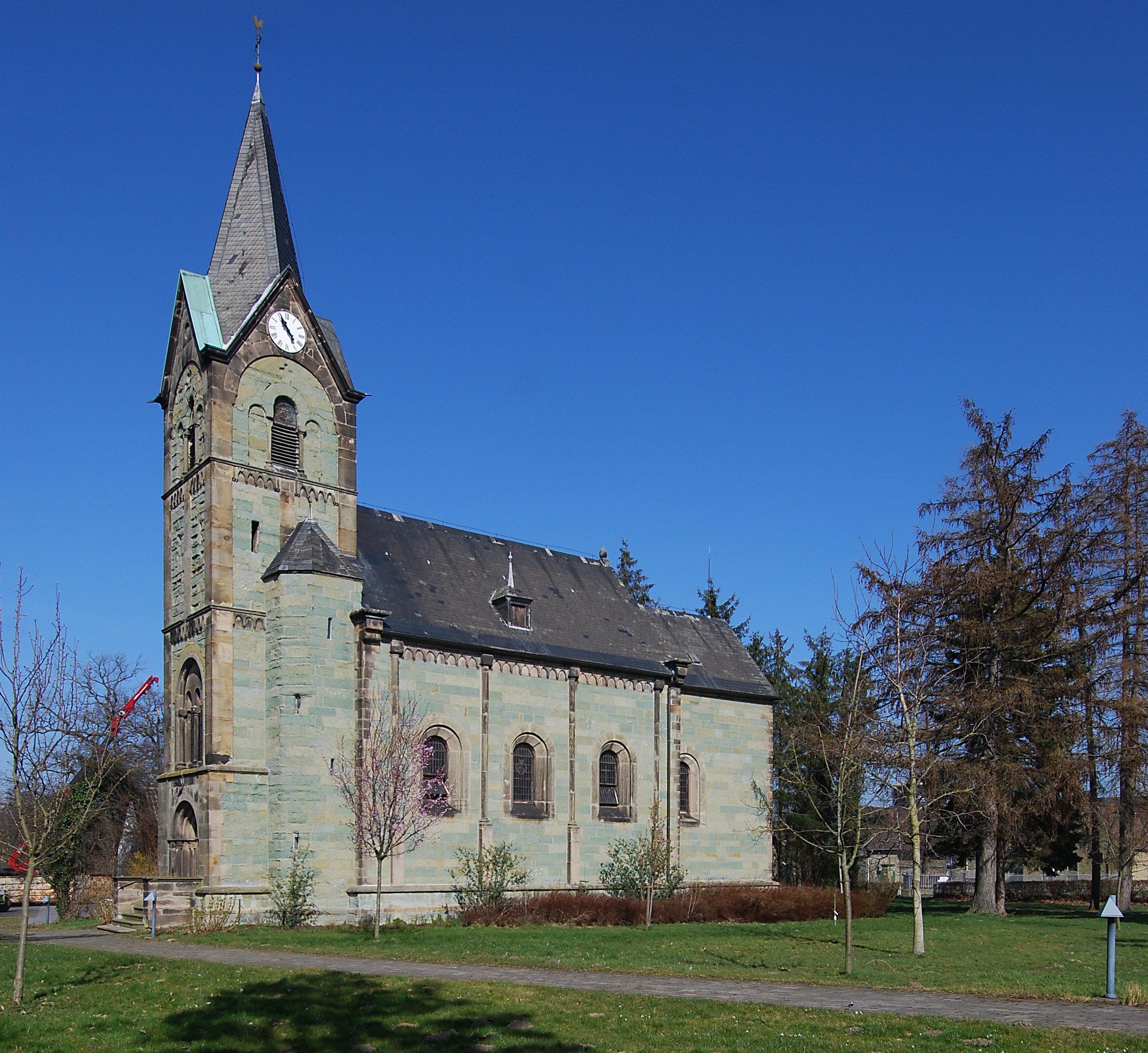
St. Joseph

Die katholische Kapelle St. Joseph ist ein denkmalgeschütztes Kirchengebäude auf dem Gelände der katholischen Anstalt Ostuffeln in Werl, im Kreis Soest (Nordrhein-Westfalen).

## Geschichte und Architektur
Der Erbsälzer Joseph von Mellin hatte 1833 sein Vermögen zur Stiftung einer Waisenanstalt bestimmt, die nach seinem und dem Tod seiner Frau auf dem Familiengut Uffeln gebaut werden sollte. Von Mellin starb 1837, seine Frau 1860. Der preußische König, oberster Protektor der Stiftung, ordnete die Aufgliederung in eine evangelische Anstalt Westuffeln und eine katholische Ostuffeln an. Die Witwe von Mellin, die spätere Gräfin von Loe zu Wissen, stiftete aus dem Nachlass ihres ersten Mannes Kapital für die Errichtung der katholischen Kapelle in Ostuffeln.
Die Waisenhauskapelle wurde 1870 nach Plänen des Baumeisters Goerke aus Münster gebaut. Die Bauausführung oblag dem königlichen Privatbaumeister Friedrich Wilhelm Augustini aus Elberfeld. Das Gebäude wurde 1874 fertiggestellt und am 7. Januar 1875 durch den Landesdechanten Propst Nübel benediziert. Die neuromanische Kapelle ist einschiffig mit zwei Langhausjochen. Der Choranbau nach Osten ist rechtwinklig, der Turm steht an der Westseite. Die Glasfenster sind in verhaltenen Farben gestaltet; sie wurden in der Werkstatt Joseph Osterath in Xanten angefertigt.

## Ausstattung
- Der Altar besteht aus französischem Sandstein, die Abdeckung aus Granit. Der Altar steht wegen der Enge des Raumes dicht an der Chorwand. Der Altaraufsatz ist aus Eichenholz gefertigt.
- An der hinteren Außenwand hängt ein Reliefbild mit der Darstellung Lasset die Kindlein zu mir kommen, es wurde 1876 vom Bildhauer Franz Goldkuhle geschaffen.
- Von Goldkuhle stammen auch die Figuren der Heiligen Maria, Sophia und des Joseph.
- Die Glocke erklingt in c'' und wurde 1931 in der Glockengießerei Humpert in Brilon gegossen.